# Christos Patsatzoglou
Christos Patsatzoglou (Græsk: Χρήστος Πατσατζόγλου) (født 19. marts 1979 i Kastoria, Grækenland) er en græsk fodboldspiller, der spiller som højre back eller alternativt defensiv midtbanespiller i Fostiras. Tidligere har han repræsenteret blandt andet Skoda Xanthi, AEK Athen, PAS Giannina F.C. og Olympiakos, samt cypriotiske AC Omonia Nicosia.
I sin tid hos Olympiakos var Patsatzoglou med til at vinde intet mindre end otte græske mesterskaber og fire pokaltitler.

## Landshold
Patsatzoglou spillede i sin tid som landsholdsspiller (2000-2010) 45 kampe og scorede ét mål for Grækenlands landshold, som han debuterede for i år 2000. Han var en del af den græske trup til både EM i 2008 og VM i 2010.